# Španělsko na Letních olympijských hrách 1928
Španělsko se účastnilo Letní olympiády 1928 v nizozemském Amsterdamu. Zastupovalo ho 80 mužů v 10 sportech.

## Medailisté
| Medaile | Jméno                                          | Sport     | Soutěž                          |
| ------- | ---------------------------------------------- | --------- | ------------------------------- |
| Zlato   | José Alvarez Julio García José Navarro Morenes | Jezdectví | Družstvo mužů parkurové skákání |